# Colina de la Guardia
En el Universo imaginario de Tolkien y en la novela El Señor de los Anillos la Colina de la Guardia es la colina en donde se ubicaba la Ciudad de Minas Tirith, que se unía a una de las estribaciones del Monte Mindolluin. Dicha estribación se elevaba hasta la altura del VI° Círculo de la Ciudad. En ese extremo se ubicaba el Cementerio de los Reyes y Senescales. 
La Colina medía casi 700 pies de altura y estaba ubicada a espaldas de la Gran Puerta de la Ciudad. 
Para la construcción de la Ciudad, la Colina fue moldeada por hábiles manos que abrieron anchos terraplenes circulares, en cuyos bordes exteriores construyeron los Siete Muros. Los constructores dejaron un espolón de roca, natural de la Colina para ubicar allí el acceso a cada uno de los Círculos (aunque no las puertas), y para entrar en ellos había que trasponerlo cruzando largos túneles, lo que aseguraba la protección individual del Círculo y el difícil acceso a cualquier enemigo que tomara La Ciudad.
A la altura de la Ciudadela (la parte más alta de esta colina) le sobresalía un espolón de roca. En la parte más alta de dicho espolón se ubicaba la Tronera, desde donde se podía apreciar casi todo el Reino de Gondor. Pippin y Beregond se sentaron en dicho lugar para apreciar el paisaje e intercambiar pareceres.
- Datos: Q5479343